# Eline Porto
Eline dos Santos Porto Barboza, mais conhecida como Eline Porto (Niterói, 1 de março de 1991), é uma atriz e cantora brasileira, formada em cinema pela PUC-RJ.
Ficou conhecida ao viver a personagem Luísa, par romântico de Ângelo Antônio na novela “Sete Vidas” da Rede Globo com direção de Jayme Monjardim e a personagem Janete na novela A Força do Querer, também da Rede Globo, além do sucesso teen Floribella, no papel de Juju.
No ano de 2020, pôde ser vista simultaneamente em 3 emissoras diferentes, nas reprises de “Floribella” da Rede Bandeirantes e “A Força do Querer” da Rede Globo e na superprodução Gênesis da Rede Record em 2021, onde viveu a personagem Harete.
Recentemente, estrelou no teatro ao lado de Beto Sargentelli, as versões brasileiras dos espetáculos da Broadway Os Últimos 5 Anos, na pele de Cathy Hiatt e Bonnie & Clyde - O Casal Mais Procurado da Broadway como Bonnie Parker, estes que foram também produzidos pela artista, além do trabalho como atriz.
Participou também dos longa-metragens “Divã a 2”, “Serra Pelada”, do seriado “Pé na Cova”, dos musicais “Cássia Eller”, interpretando a personagem Maria Eugênia, Hedwig como Yitzhak, e "2 Filhos de Francisco - O Musical" na pele de Zilú Di Camargo, onde esteve sob direção do cineasta Breno Silveira, o mesmo diretor da versão cinematográfica.

## Biografia e carreira
Eline começou a atuar e cantar com 12 anos. Entre 2000 e 2004, apresentou o programa “YKS”, da Tv por assinatura Sky Brasil, seu primeiro trabalho. Apaixonada por música, fez uma audição e ganhou uma bolsa de estudos para estudar Jazz na Berklee College of Music nos Estados Unidos (Boston). Ficou um ano por lá e quando voltou, em 2005, interpretou a personagem Juju, na novela “Floribella” da Rede Bandeirantes. Logo no ano seguinte, começou a fazer shows e o primeiro deles foi “Na Estrada”, com direção de Fátima Regina, onde interpretava várias canções de MPB. No mesmo ano fez uma gravação na Trama, interpretando o single “Canções de Rei”, com Cesar Camargo e Romero Lubambo. No ano de 2007, participou do show musical “Tributo à Cartola” na Secretaria de Cultura de Niterói, com direção musical de Fátima Regina, onde conheceu seu amigo e parceiro musical Alfredo Del-Penho. Em 2008, cursou a Oficina de Atores da Rede Globo e fez participações nas novelas “Caminho das Índias”, "Malhação", entre outros trabalhos. No mesmo ano, fez o show “Cantando o que Gosta” com direção musical de Robson Farah. Em 2009, Eline foi apresentadora da “TV Globinho”. Entre os anos de 2009 e 2010, participou do musical “O Despertar da Primavera (musical)", dirigido por Charles Möeller e Cláudio Botelho. Em junho de 2010, atuou em um episódio do Seriado “Força-Tarefa (série de televisão)” interpretando a personagem Carla, com direção do Alvarenga. Logo depois foi protagonista no seriado “De Cabelo em Pé” (personagem Carol) do Multishow, com direção de Anita e Maria Clara. Nos anos de 2011 e 2012, atuou no musical “Hedwig e o centímetro enfurecido” interpretando a personagem Yitzak, com direção de Evandro Mesquita. O elenco também contava com Pierre Baitelli e Paulo Vilhena. Eline foi indicada ao prêmio arte qualidade Brasil por esse trabalho. Ainda em 2012, participou da minissérie “História de Davi” interpretando Mical enquanto jovem (RecordTV), com direção de Spinello. No mesmo ano também participou do musical “O Mágico de OZ”, com direção de Charles Moeller e Cláudio Botelho. Entre 2012 e 2013 interpretou várias músicas de MPB e canções autorais no show musical Tom de Chuva, com direção musical de Robson Farah. Seu primeiro longa foi “Serra Pelada (filme)”, dirigido por Heitor Dhalia, onde interpretou a personagem Isabel. Também em 2013, atuou no seriado “Pé na Cova” interpretando a personagem Princes, com direção de Miguel Falabella.
Reconhecimento e novos trabalhos
Em 2014, começou a atuar no “Cássia Eller - O Musical”, que narra a vida pessoal e artística da cantora. O espetáculo já percorreu diversas cidades do Brasil e conta com a direção de João Fonseca e Vinícius Arneiro. Neste trabalho, Eline interpreta a personagem Maria Eugênia, viúva de Cássia Eller. No ano de 2015, ganhou destaque na mídia pelo seu excelente trabalho no papel de Luisa, na novela “Sete Vidas”, com direção de Jayme Monjardim, ia ao ar no horário das 18h e, nesta trama, Eline dividia cena com o ator Ângelo Antônio. No mesmo ano, participou do longa “Divã a 2” (Total Filmes, 2015), com direção de Paulo Fontenelle, interpretando a personagem Andrea. Como cantora, lançou em todas as mídias online seu EP “De caso com Acaso” produzido por Ary Sperling que conta com 5 faixas, 4 delas são autorais. Eline agora está em turnê com o show “De caso com acaso”.

## Vida pessoal
Eline é a filha caçula de Eliane Porto e Carlos Alberto Barboza, irmã de Daniel Porto, Edilaine Porto e Elaine Porto. Seu pai e avô sempre gostaram de cantar e tocar, embora não fossem profissionais, influenciaram Eline a explorar sua veia artística. Namora desde 2018 o ator Beto Sargentelli.

## Filmografia

### Televisão
| Ano       | Título                       | Personagem      | Notas                       |
| --------- | ---------------------------- | --------------- | --------------------------- |
| 2000-2004 | YKS                          | Apresentadora   |                             |
| 2005      | Floribella                   | Juju            |                             |
| 2009      | TV Globinho                  | Apresentadora   |                             |
| 2010      | A Grande Família             | amiga de Gina   | Episódio: "Tem que malhar!" |
| 2010      | A História de Ester          | Sálua           |                             |
| 2010      | Força-Tarefa                 | Carla           | Episódio: "O Preço da Fama" |
| 2012      | Rei Davi                     | Mical           |                             |
| 2013      | Pé na Cova                   | Princes         | 12 episódios                |
| 2014      | Serra Pelada: A Saga do Ouro | Izabel          |                             |
| 2014      | A Segunda Vez                | Gabriela        |                             |
| 2015      | Sete Vidas                   | Luisa           |                             |
| 2015      | Se Eu Fosse Você             | Renata          |                             |
| 2016      | Terminadores                 | Marina          | Episódio: "Gringo no Rio"   |
| 2016      | E Aí... Comeu?               | Vera            |                             |
| 2017      | A Força do Querer            | Janete          |                             |
| 2021      | Gênesis                      | Harete          |                             |
| 2022      | Sob Pressão                  | Milena Silveira | Episódio 5                  |

### Cinema
| Ano  | Título       | Personagem |
| ---- | ------------ | ---------- |
| 2014 | Serra Pelada | Izabel     |
| 2015 | Divã a 2     | Andreia    |